# هانس کاتینی
هانس کاتینی (انگلیسی: Hans Cattini; ۲۴ ژانویهٔ ۱۹۱۴ – ۲ آوریل ۱۹۸۷) بازیکن هاکی روی یخ اهل سوئیس بود.